# Epidendroideae
Epidendroideae, eller epidendroida orkidéer, är en underfamilj till orkidéfamiljen (Orchidaceae). Den tidigare underfamiljen Vandoideae har blivit en klad inom den mer brett definierade Epidendroideae. Det här är den största underfamiljen, större än alla andra orkidéunderamiljer tillsammans. Den består av mer än 15 000 arter i 576 släkten. 

## Tribus
På grund av att Epidendroideae är svårdefinierad så har man delat in underfamiljen i "högre Epidendroideae" och "lägre Epidendroideae". De högre epidendroiderna är delvis monofyletiska och delvis polyfyletiska (tribus Arethuseae och Epidendreae).
- Maxillarieae
- Cymbidieae
- Vandeae
- Epidendreae II
- Calypsoeae (problematisk, svårklassificerad)
- Dendrobieae
- Malaxideae
- Podochileae
- Epidendreae I
- Arethuseae
- Coelogyneae